# Britse pub

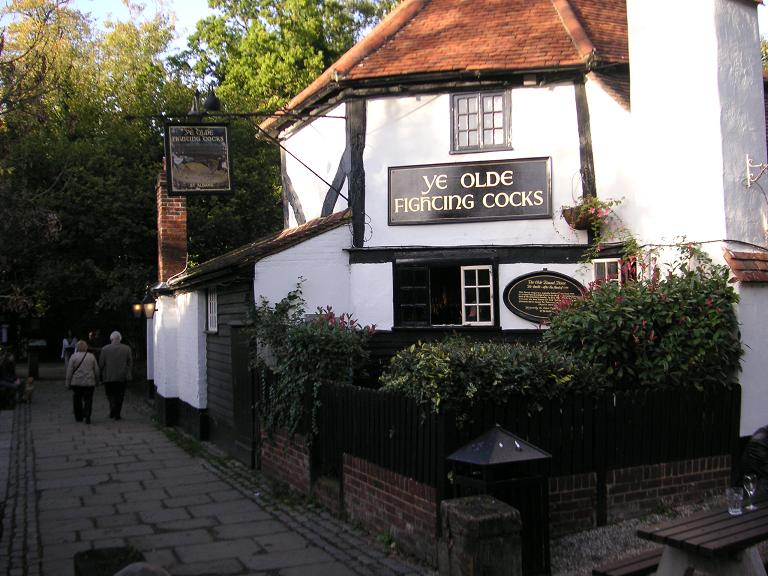
Ye Olde Fighting Cocks in St Albans, Hertfordshire, de oudste pub in Engeland

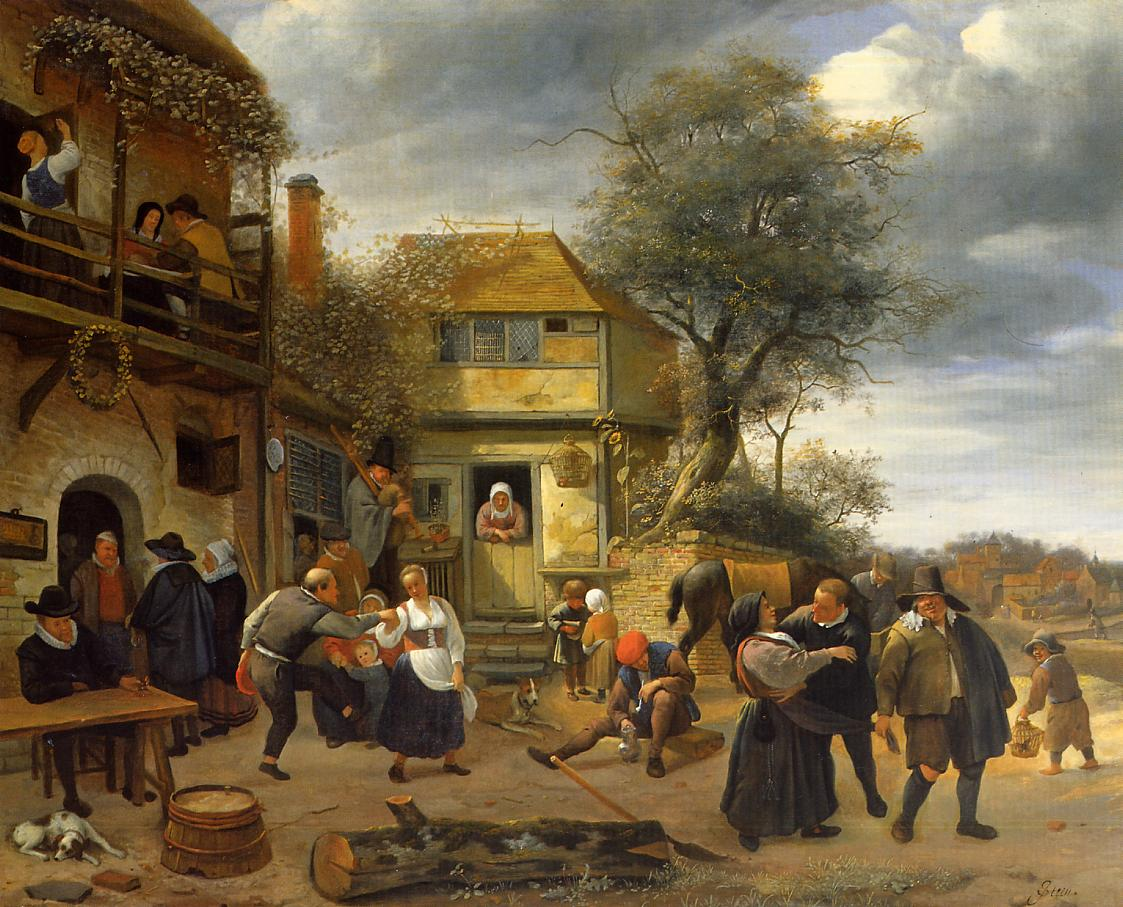
Het schilderij Dansende boeren voor een herberg uit 1653 van de Hollandse schilder Jan Steen

Een pub of public house is een privaat huis dat een vergunning heeft om alcohol te verkopen aan het publiek. De pub is een bekend element uit de Britse cultuur. De pub is niet alleen een plek waar bier, wijn, cider of sterkere drank gedronken wordt, het is ook een sociaal centrum. De pubs vormen het hart van gemeenschappen in dorpen en steden verspreid over het hele land.

## Oorsprong
De eerste pubs gaan terug naar de tijd van de Romeinen, bijna tweeduizend jaar geleden. Omstreeks 43 v.Chr. legden de Romeinen wegen aan in Groot-Brittannië. Zij bouwden Romeinse steden en Romeinse pubs, genaamd tabernae.  Deze tabernae waren geplaatst aan de rand van de Romeinse wegen die door de steden liepen. In deze winkels werd wijn verkocht om de dorst van de legioensoldaten te stillen.
Omdat de Britten voornamelijk ale dronken, duurde het niet lang voordat dit ook werd geschonken in de tabernae. Het woord tabernae verbasterde uiteindelijk in tavern (Nederlands: taverne). Deze tavernes of "alehouses" bleven bestaan omdat zij zich aanpasten aan de steeds veranderende clientèle, zoals de groepen Angelen, Saksen, Juten, en Deense en Scandinavische Vikingen die het eiland in de loop der eeuwen veroverden. Omstreeks 970 poogde de Angelsaksische Koning Edgar om het aantal tavernes terug te dringen. Koning Edgar zou ook maatregelen hebben geïntroduceerd om overmatig drankgebruik tegen te gaan.
Tavernes en alehouses  serveerden drank en eten aan hun gasten terwijl herbergen accommodaties aanboden aan de vermoeide reizigers. Dit waren bijvoorbeeld handelaren, rechtbankmedewerkers of pelgrims zoals beschreven in de The Canterbury Tales van Geoffrey Chaucer. Herbergen werden ook gebruikt voor militaire doeleinden; de oudste daarvan stamt uit 1189, namelijk de Ye Olde Trip to Jerusalem in Nottingham. Deze herberg zou hebben gediend als een rekruteringscentrum voor vrijwilligers die Koning Richard Leeuwenhart wilden bijstaan in zijn kruistochten naar het Heilige Land.

## Public house

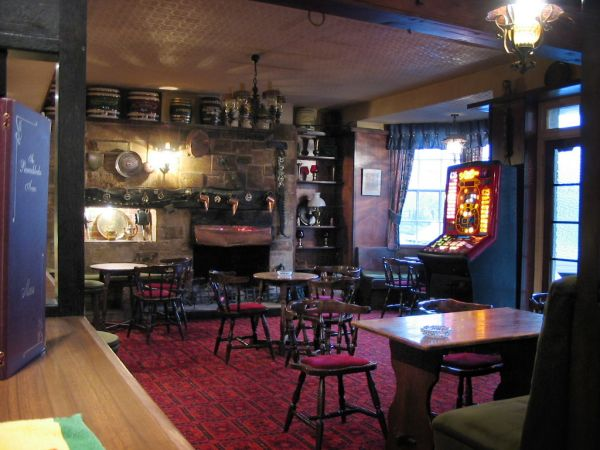
Het interieur van een typisch Britse pub

Tijdens de regeerperiode van Koning Hendrik VII werden alehouses, herbergen en tavernes collectief public houses genoemd en later kortweg pubs. In 1552 werd er een wet aangenomen die kasteleins verplichtte om een licentie te hebben om een pub te kunnen runnen.
Omstreeks 1577 zouden er naar schatting 17.000 alehouses, 2.000 herbergen en 400 tavernes zijn in Engeland en Wales. Gezien het bevolkingsaantal van die tijd zou er toen één pub zijn voor elke 200 inwoners. Vandaag de dag is dit naar schatting één pub op de duizend inwoners. Gedurende de eeuwen vormden ale en bier een belangrijk onderdeel  van het Britse dieet. Het brouwproces zorgde ervoor dat het een veiliger alternatief was dan het vervuilde water van destijds.

## De 'Gin Era'
Hoewel koffie en thee pas vanaf het midden van de zestiende eeuw gemeengoed werden in Groot-Brittannië, zorgde de relatief hoge prijs van deze producten ervoor dat deze alleen gedronken werden door de hogere klasse. Een paar decennia later werden goedkope sterke dranken geïntroduceerd. Goedkope brandy uit Frankrijk en goedkope gin (jenever) uit Holland werden opgenomen in het assortiment van de Britse pubs. Dit zorgde in de periode van 1720-1750 voor sociale problemen; ook wel de 'Gin Era' genoemd. De Gin Acts van 1736 en 1751 reduceerde de gin-consumptie met een kwart van het vorige niveau, en bracht de sociale orde weer terug in de pubs.

## Postkoetsen
Met de komst van de postkoets brak er een nieuw tijdperk aan voor de pubs. Langs strategische routes in het land werden herbergen gevestigd waarbij de koetsen konden worden geparkeerd. Deze herbergen boden eten, drinken en slaapplaatsen aan aan passagiers en bemanning. Ook bestond de mogelijkheid om de paarden te vervangen zodat de reis kon worden hervat. De passagiers van de koetsen bestond doorgaans uit twee groepen. De ene groep bestond uit welvarende passagiers die de mogelijkheid hadden om een koetsreis te kunnen betalen. De andere groep bestond uit minder welvarende passagiers die zich vastklampten aan de buitenkant van de koets om zo mee te kunnen liften. De eerste groep werd vaak warm onthaald en was welkom in de privésalon van de kastelein. De 'aanhangers' kwamen daarentegen niet verder dan de barruimte.	
De periode van de postkoets was een voorbode van het klassenonderscheid in spoorreizen vanaf de jaren 1840. De treinen van destijds werden onderverdeeld in een eerste, tweede en derde klasse. Deze onderverdeling vond ook plaats in pubs. De pubs van die tijd waren onderverdeeld in verschillende ruimtes en bars om te voldoen aan de wensen en behoeften van de verschillende klassen.
Vandaag de dag bestaan deze scheidingslijnen niet meer en zijn klanten van alle afkomst welkom in pubs. In de loop van de twintigste eeuw vervaagde het onderscheid tussen pubs en restaurants: heden ten dage serveren vele pubs maaltijden, die als bar meals, of informeel ook wel pub grub worden omschreven. Typische gerechten daarbij zijn fish and chips, steak, een portie spek, bonen en eieren of in Schotland haggis met neeps and tatties. ’s Zondags bieden vele pubs een Sunday roast of carvery aan: dit is een uitgebreid buffet met diverse soorten vlees, groenten en sauzen, waaruit men naar believen kan selecteren.